# Coprotus albidus
Coprotus albidus är en svampart som först beskrevs av Jean Louis Emile Boudier, och fick sitt nu gällande namn av Kimbr. 1967. Coprotus albidus ingår i släktet Coprotus och familjen Thelebolaceae.   Inga underarter finns listade i Catalogue of Life.